# De Witt (Michigan)
De Witt is een plaats (city) in de Amerikaanse staat Michigan, en valt bestuurlijk gezien onder Clinton County.

## Demografie
Bij de volkstelling in 2000 werd het aantal inwoners vastgesteld op 4702.
In 2006 is het aantal inwoners door het United States Census Bureau geschat op 4441, een daling van 261 (-5.6%).

## Geografie
Volgens het United States Census Bureau beslaat de plaats een oppervlakte van
7,7 km², waarvan 7,4 km² land en 0,3 km² water. De Witt ligt op ongeveer 216 m boven zeeniveau.

## Plaatsen in de nabije omgeving
De onderstaande figuur toont nabijgelegen plaatsen in een straal van 20 km rond De Witt.